# Nieszków (gmina w województwie krakowskim)
Nieszków (od 1973 Słaboszów) – dawna gmina wiejska istniejąca do 1954 roku w woj. kieleckim i woj. krakowskim. Nazwa gminy pochodzi od wsi Nieszków, lecz siedzibą władz gminy był Słaboszów. 
W okresie międzywojennym gmina Nieszków należała do powiatu miechowskiego w woj. kieleckim. Po wojnie gmina przez bardzo krótki czas zachowała przynależność administracyjną, lecz już 1 kwietnia 1945 roku została wraz z całym powiatem miechowskim przyłączona do woj. krakowskiego. Według stanu z dnia 1 lipca 1952 roku gmina składała się z 13 gromad: Buszków, Janowice, Jazdowice, Kropidło, Nieszków, Rędziny Zbigalskie, Rzemiędzice, Słaboszów, Słupów, Święcice, Wymysłów, Zagorzany i Zbigały.
Jednostka została zniesiona 29 września 1954 roku wraz z reformą wprowadzającą gromady w miejsce gmin. Po reaktywowaniu gmin z dniem 1 stycznia 1973 roku gminy Nieszków nie przywrócono, utworzono natomiast jej terytorialny odpowiednik, gminę Słaboszów w tymże powiecie.